# Piskokéfalo
Piskokéfalo (en grec, Πισκοκέφαλο) és un poble de Grècia situat a l'illa de Creta. Pertany a la unitat perifèrica de Lassithi, i al municipi i a la unitat municipal de Sitia. L'any 2011 tenia una població de 642 habitants.

## Jaciments arqueològics propers

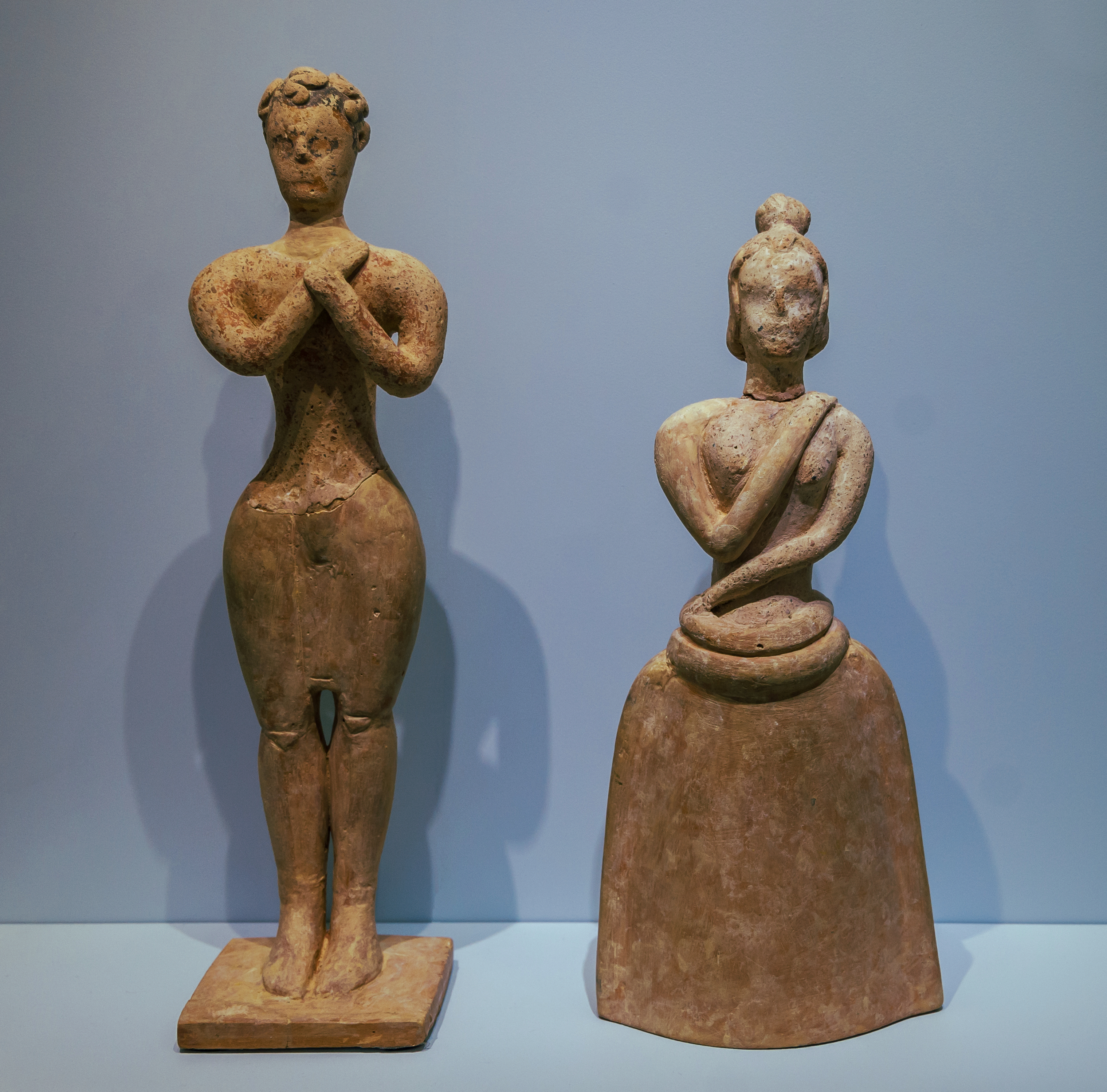
Figuretes trobades a Piskokéfalo, datades del 1650-1500 ae, exposades al Museu Arqueològic de Càndia

Prop d'aquest poble, al turó Katrinia, hi ha un jaciment arqueològic d'un santuari minoic que estigué en ús entre els períodes minoic mitjà II i minoic tardà I (1700-1500 ae). En aquest jaciment s'han trobat molts objectes, com figuretes d'argila, tant masculines com femenines i d'animals, atuells, utensilis de cuina, grans, llums i escarabeus. En les figuretes femenines sobresurten els pentinats, extraordinàriament complexos, i algunes representen dones embarassades. En les masculines, la part inferior del tronc i les cames apareixen modelades de manera molt voluminosa.
D'altra banda, a la carretera entre Sitia i Piskokéfalo, al llogaret de Klimatarià, hi ha les restes d'una vila minoica.